# Indiai tánc

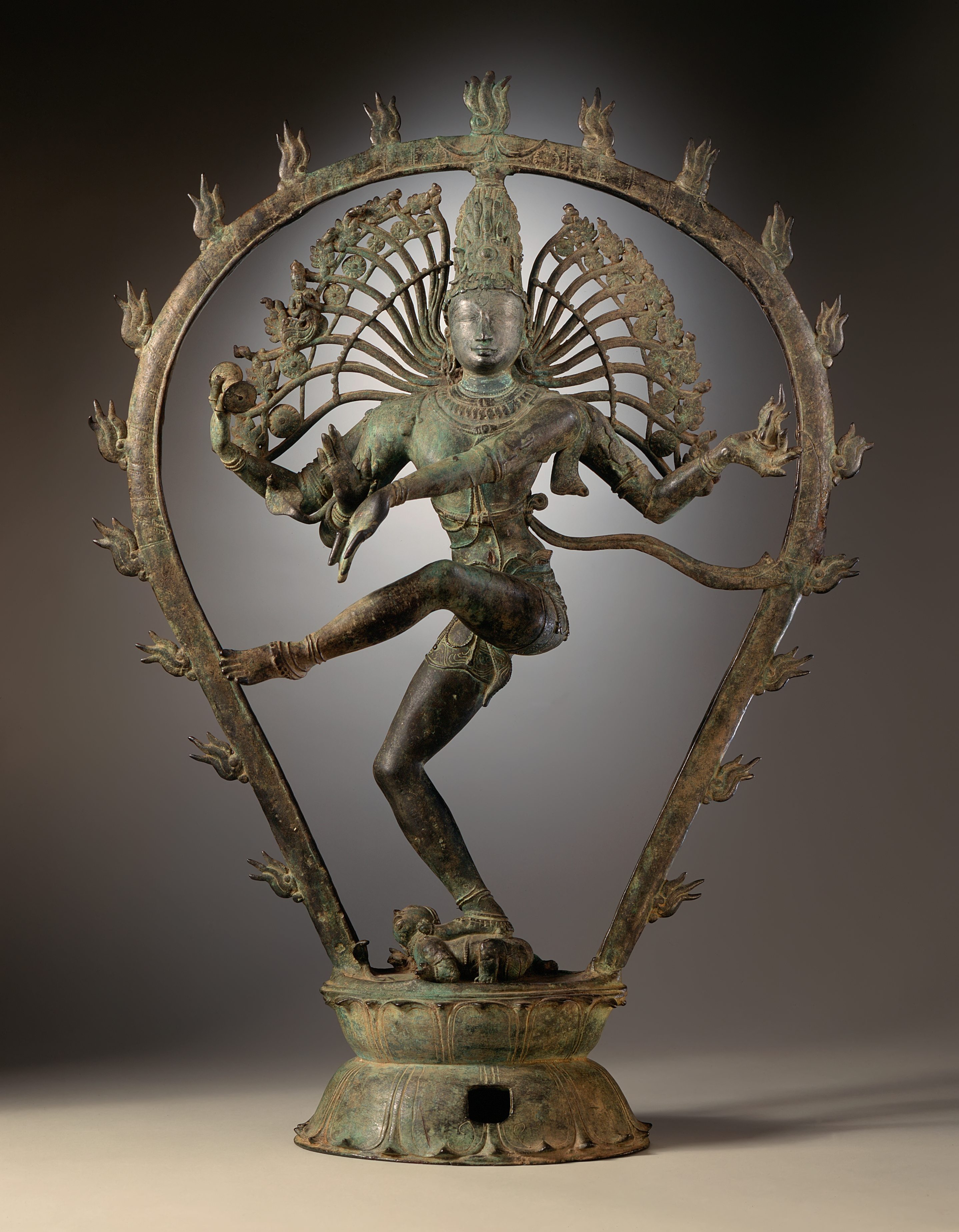
Táncoló Siva

Az indiai tánc az indiai kultúra szerves  része. Indiai táncokat  táncesteken, fellépőhelyeken, templomokban egyaránt láthatunk.  A hinduizmusban Siva a tánc istene, natarádzsa, aki táncával biztosítja a folyamatos mozgást a világmindenségben, majd azzal is pusztítja el  Brahma életének végén átmenetileg, hogy Brahma újjászületésével  lehetőség nyíljon egy új, megtisztult univerzum megteremtésére.
Tánchagyományokról az indiai irodalomban már a Védákban is olvashatunk. A mítoszok szerint a táncot maga Brahma, a teremtő találta fel, mivel az istenek szerettek volna olyan művészeti formát adni az embereknek, amely szemet gyönyörködtet, hangzásával csodálatot kelt, és bárki gyakorolhatja. Brahma a Rigvédából vette a beszédet, a Számavédából a zenét, a Jadzsurvédától az utánzást, az Atharvavédától az érzéseket. Ezekből született az ötödik Véda, a Nátjavéda, a színművészet.
A régészeti leletek alapján feltételezhetjük, hogy a tánc a korabeli szertartások szerves részét képezte.   Az ismert eposzok sokszor utalnak a táncos rítusokra, így a Mahábháratában és a Rámájanában is többször szerepel. A Mahábháratában például Viráta  királynak voltak táncos hercegnői. Kálidásza ismert művében a "Málaviká-Agnimitrá"-ban a színpadi tánc kap kiemelt szerepet.
Egy másik,  tánccal foglalkozó mű a "Nátja Sászta", mely az indiai zene és dráma kézikönyve. Az indiai népi motívumokban a külső világ egyre jobban befolyásolta.
Műfajilag 3 kategóriába csoportosíthatók az indiai táncok:
- Néptáncok
- Klasszikus táncok
- Modern táncok

## Néptáncok
Ismertebb néptáncokː
- Bihu (Asszám),
- Bhangra, Giddha (Pandzsáb)

A bhangra menetre emlékeztető táncát hagyományosan csak a férfiak táncolják. Jellemzője, hogy a férfiakkal együtt megy a "dholak" nevű dobot cipelő dobos is. Ez a Baisakhi fesztivál tánca.
- Csau (ÉK-India)

A csau (csó) néptáncot, illetve mára már fél-klasszikusnak tekintett műfajt Orisza, Bihar és Nyugat-Bengál államokban láthatjuk. A darabok témája lehet mitológiai vagy természeti, de szólhatnak a mindennapokról vagy érzésekről is. 
- Dindi, Kala (Mahárástra)

A kala Krisna születésnapján kerül előadásra. A dindi nevű táncot októberben vagy novemberben láthatjuk, az Ekadashi nap keretében. 
- Dhurang (Uttar Prades)

Az állam közismert halotti rituálé tánca a dhurang. Célja a gonosz lelkek távol tartása a halottól. A táncosok fehér ruhában, kört alkotva, karddal táncolnak. Mozdulataik harci táncra emlékeztetnek.
- Gharba, Padhár, Rász, Tippani (Gudzsarát),
- Gambhura, Kalikapatadi, Alkap, Domni (Nyugat-Bengál)
- Kunbi, Mando (Goa)

A kunbi a legismertebb goai törzsi néptánc. Még a portugálok érkezése előtti időkből ered. Gyakran egyszerű piros ruhában járják ezt a komoly lábmunkát igénylő rituális népi táncot. A mando egy szerelmes dalra épülő csoporttánc. Általában lassú tempóval indul, majd fokozatosan felgyorsul és a végén vidám pörgésben ér véget.
- Lahoor (Haryana)

A lahoort tavasszal, a betakarítások után nők táncolják. Jellemzője a kérdés-feleletként énekelt szellemes dal.
- Tera Tali (Rádzsasztán)

Rádzsasztán állam kultúráját ezernyi helyi tánc képviseli. Egyik legérdekesebb a Tera Tali, ami egy bonyolult rituálé és amit a Kamar törzs nőtagjai táncolnak. A táncosnők különböző testrészeire kis cintányérokat erősítenek, amelyeket a kezükben levő cintányérokkal szólaltatnak meg. A hölgyek fején kendő van és a tánc egy meghatározott pillanatában az ajkaik közé egy kis tőrt szorítanak, a fejükön pedig díszes edényt egyensúlyoznak.

## Klasszikus táncok
- Bháratanátjam (wd) (Dél-India tamil népességű területei)

Ez a dél-indiai több ezer éves szakrális tánc képviseli a legrégibb töretlen hagyományt a klasszikus indiai táncstílusok közül. Szakrális szerepe miatt korán lejegyezték, így ezek az iratok is hozzájárultak fennmaradásához. A templomokból a színpadokra csak a 20. században került. Zenéje klasszikus karnatik zene, amelynek hangszerei a víná (pengetős, lantféle), mridanga (dob), hegedű és fuvola. A tánc műfajának központja Csennai, de a bháratanátjam mára nemzetközileg is elterjedt, nincs olyan földrész, ahol ne oktatnák, művelnék.
- Odisszí (Orisza)

Ez az eredetileg klasszikus orisszai templomi tánc egy szertartásos felajánlás. A láb, a test és a kezek helyzetére szigorú szabályok, előírások vonatkoznak. E tánc egyik kedvelt témája Dzsajadéva Gíta Govinda című műve. Jelenleg színpadi szólótánc. Zenéje a hindusztáni klasszikus rendszert követi. 
- Kúcsipúdi (Ándhra Prades)

E táncdrámát eredetileg csak brahminok, azaz papok táncolhatták. Minden darab Visnu isten inkarnációiról szól. A táncelőadás legérdekesebb része, amikor az előadó egy vízzel teli edényt egyensúlyoz a feje tetején, miközben egy réz tál peremén táncol. A tánc technikája templomi táncok és népi elemek keveredéséből alakult ki. Zenéje a dél-indiai karnatik rendszerhez tartozik.
- Manipuri (Manipur)

India ÉK-i részéről származik ez a tánc, amelyet vallásos szertartásnak tekintenek. A Lai Haroba nevű, teremtést ábrázoló rituális táncból fejlődött ki. A táncosokat énekesekből álló kórus kíséri. A többi klasszikus indiai tánctól eltérően a táncosnők koreográfiája sok lassú, andalító elemet tartalmaz. A férfi táncosok saját dobjuk ütemére forgószélként táncolnak. A legtöbb előadás témája Krisna vagy kedvtelése. 
- Móhiní áttam (Kerala)

Kerala államból származik ez a fél-klasszikus tánc, amelyet még a kathákalinál is régebbinek tartanak. Eredetét tekintve ez is templomi tánc volt. A Mohini szűz lányt, hajadont jelent. A táncosnő öltözéke arannyal díszített fehér szári. A történetek Visnu és Krisna istenről, a hozzájuk való hűségről és szeretetről szólnak. A tánc kifinomult arcjátéka és kézhasználata nagyon kifejező drámai műfajjá teszi. 
- Szattrija (Asszám)

Egyike a nyolc fő klasszikus indiai táncnak
- Kathak (wd) (Észak-India)

Észak-India legismertebb klasszikus tánca, egyike a nyolc fő klasszikus indiai táncnak. Férfiak és nők egyaránt táncolják. Mai formája a templomi és rituális táncok elemeit tartalmazza és a bhakti mozgalom befolyását. Zenéje hindusztáni klasszikus zene, melynek legismertebb hangszerei a szitár és a tablá. 
- Kathákali (Kerala)

Klasszikus táncdráma, amely elsősorban Kerala államban elterjedt. Eredetileg csak férfiak adták elő. 

## Modern
(népi, klasszikus és nyugati táncok ötvözete)
bollywoodi tánc, melyek a bollywood filmbetétektől függetlenül önállóan is bemutatásra kerülnek.

## Galéria

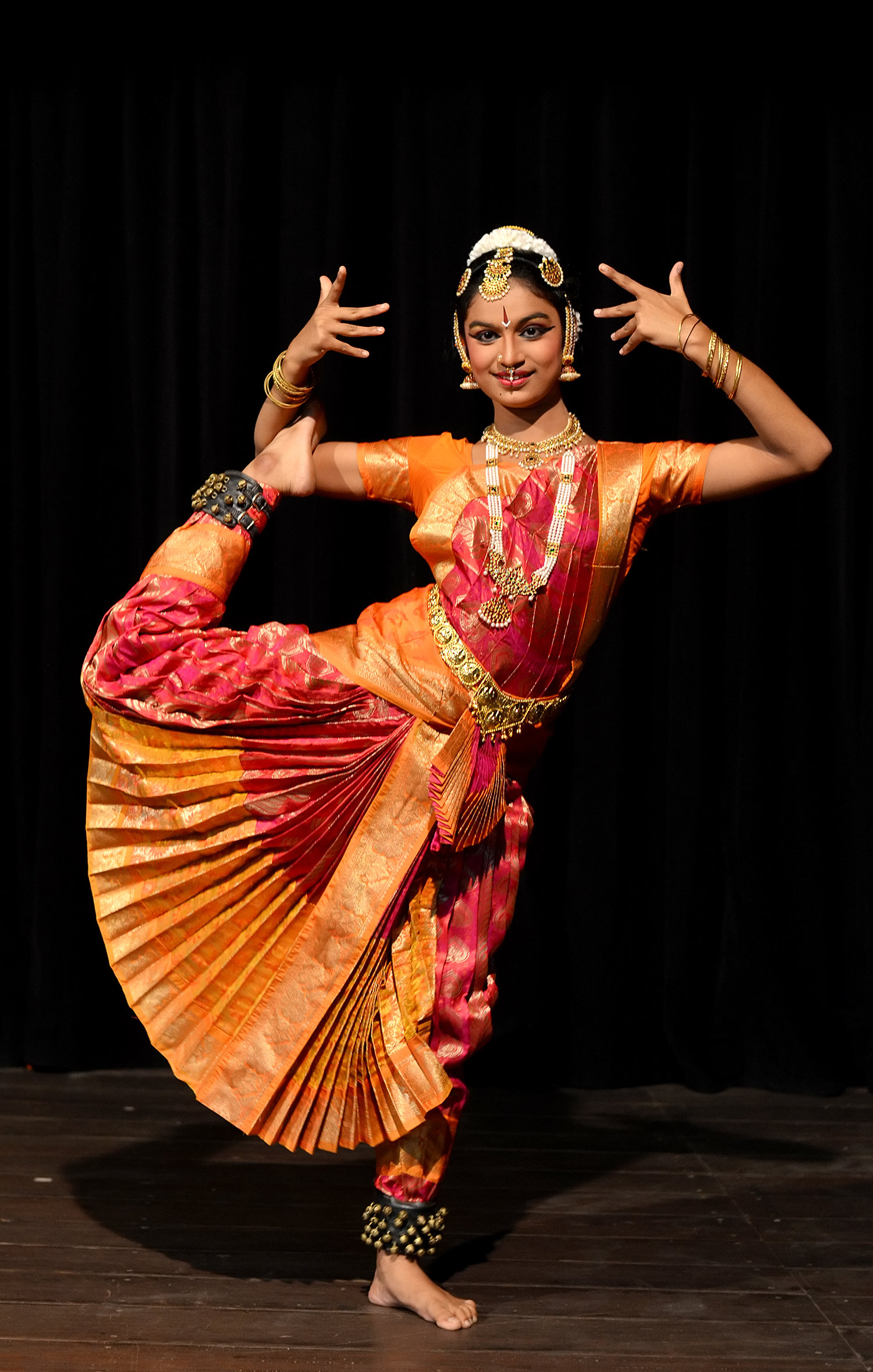
Bhárata nátjam táncosnő
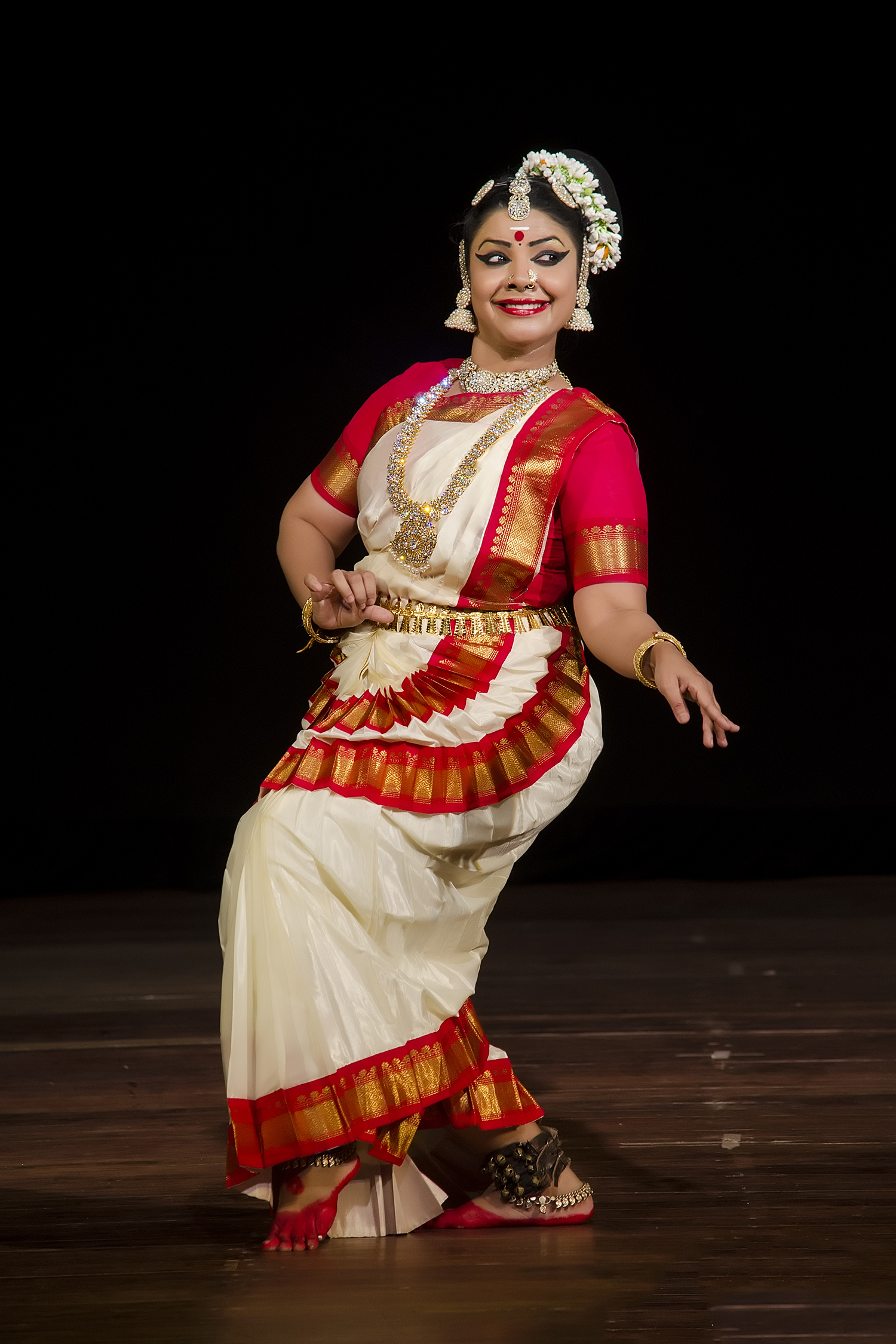
Mohiniaattam táncosnő
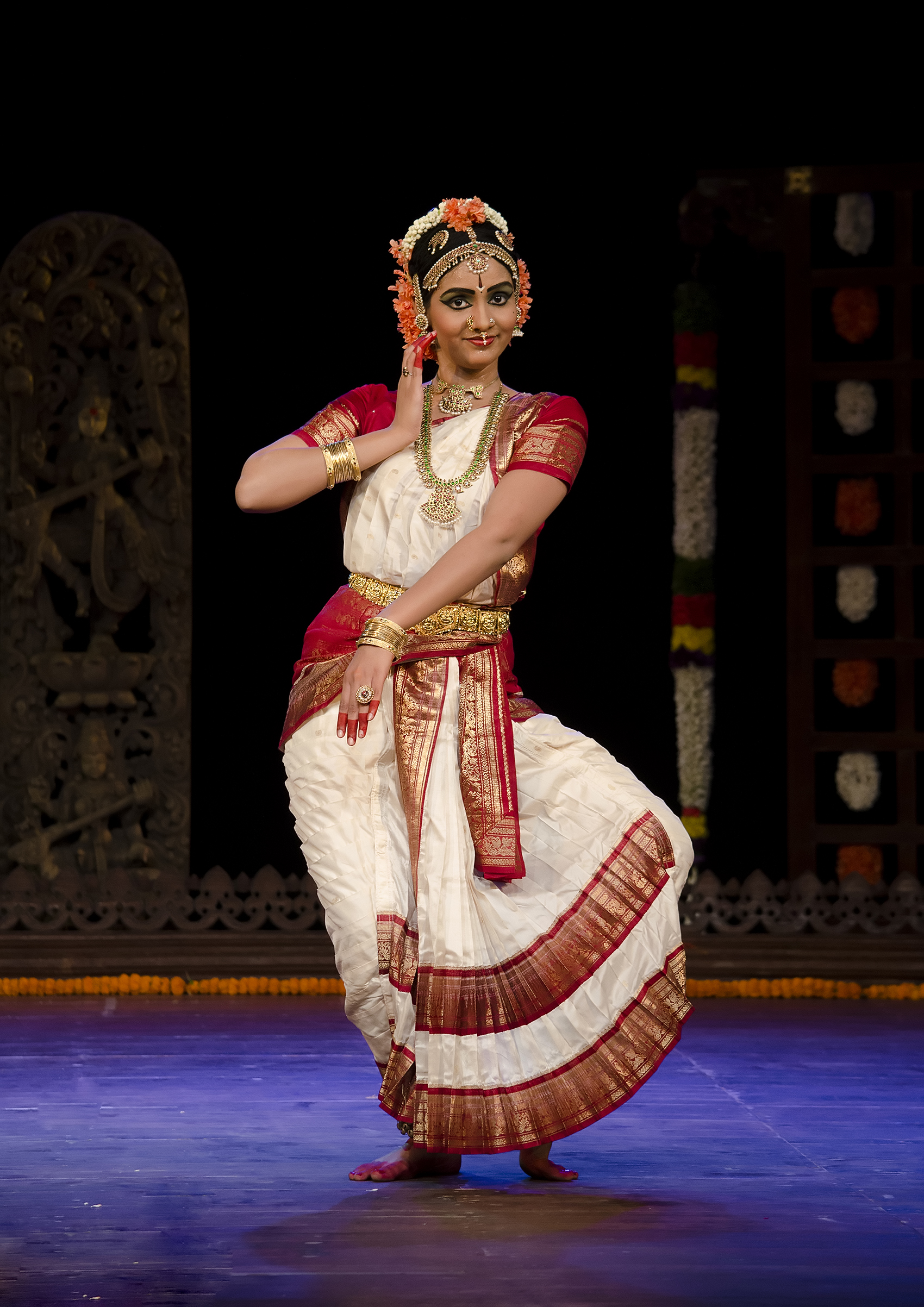
Kucsipudi táncosnő
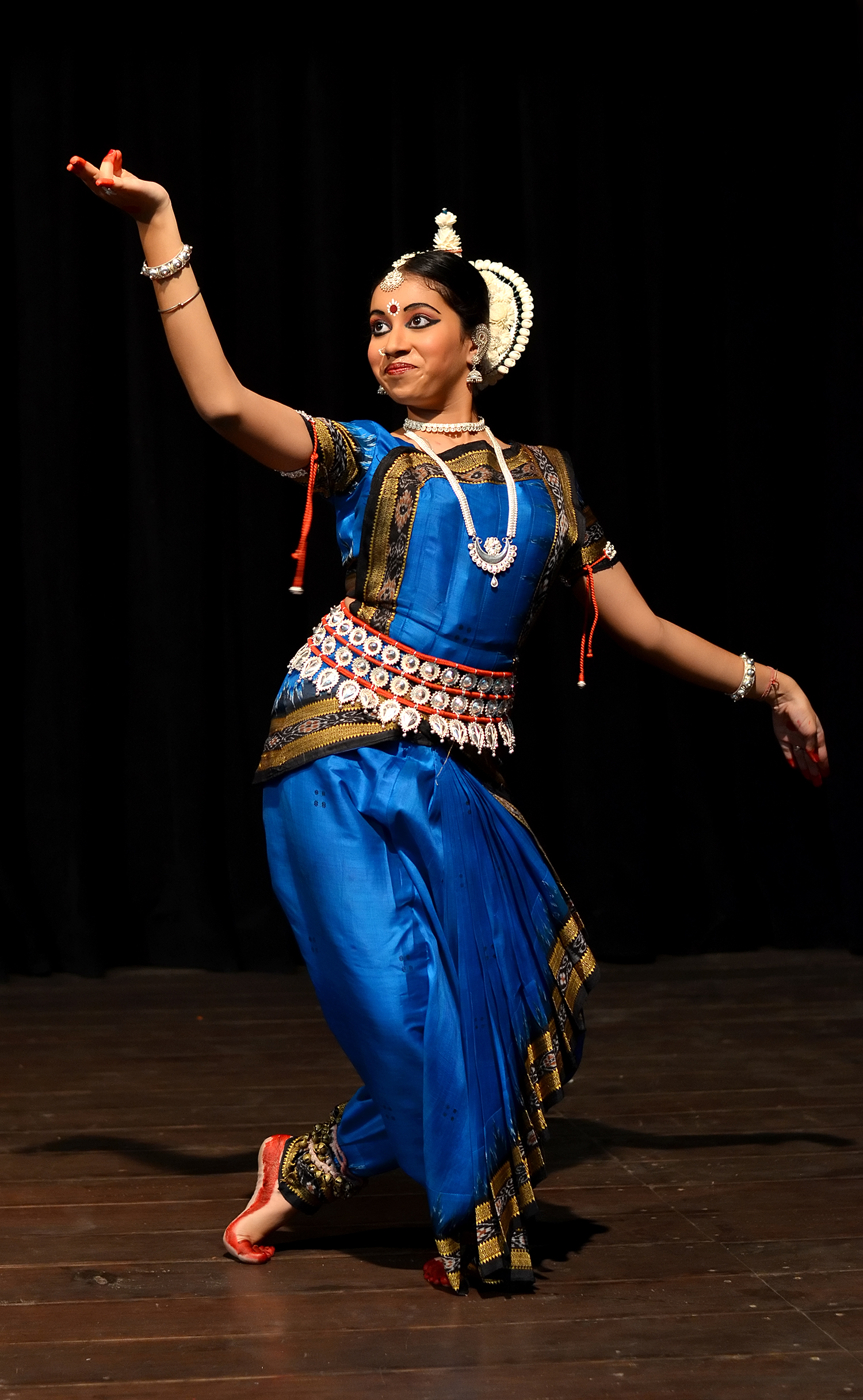
Odisszi táncosnő
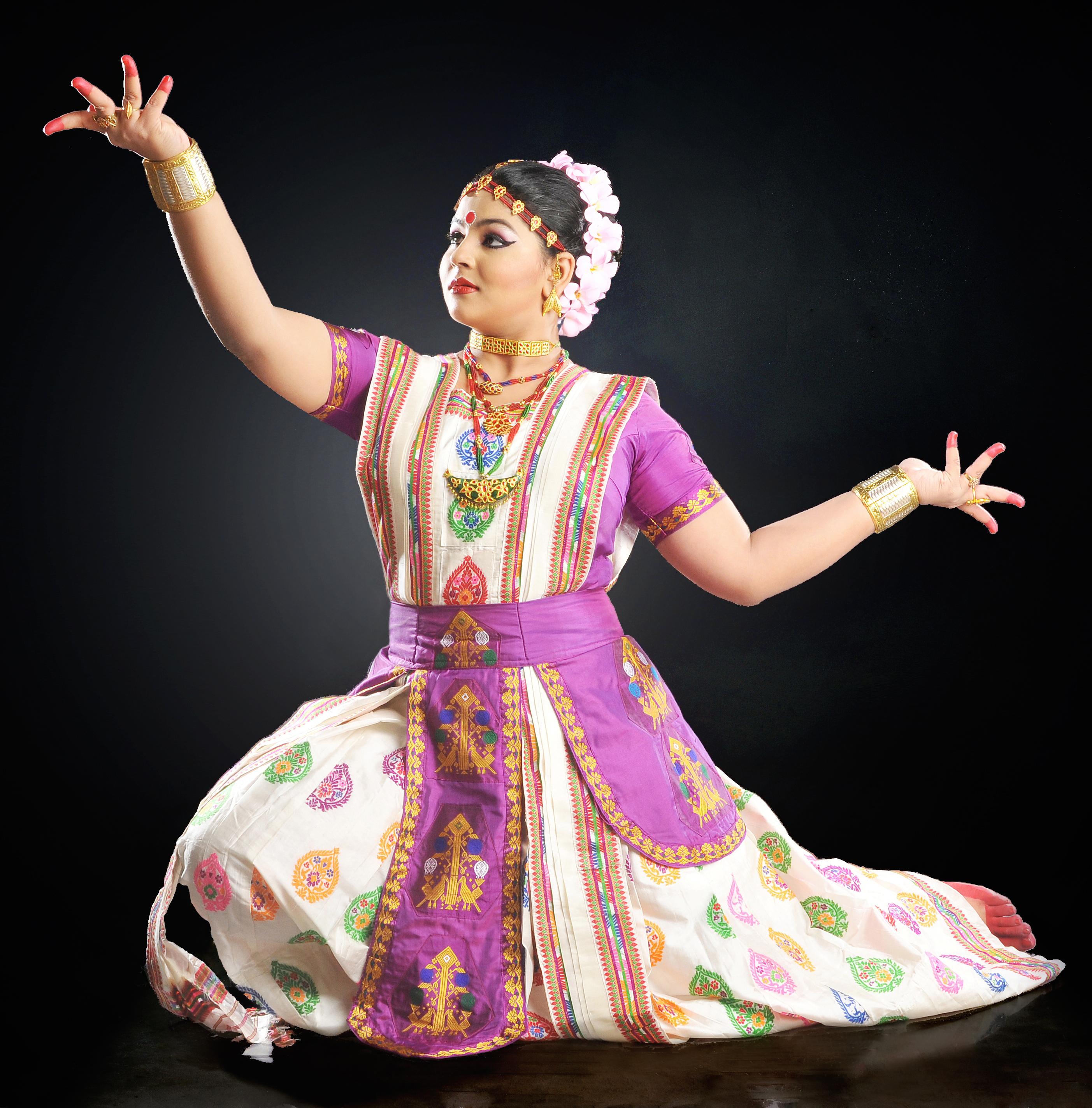
Szattrija előadó
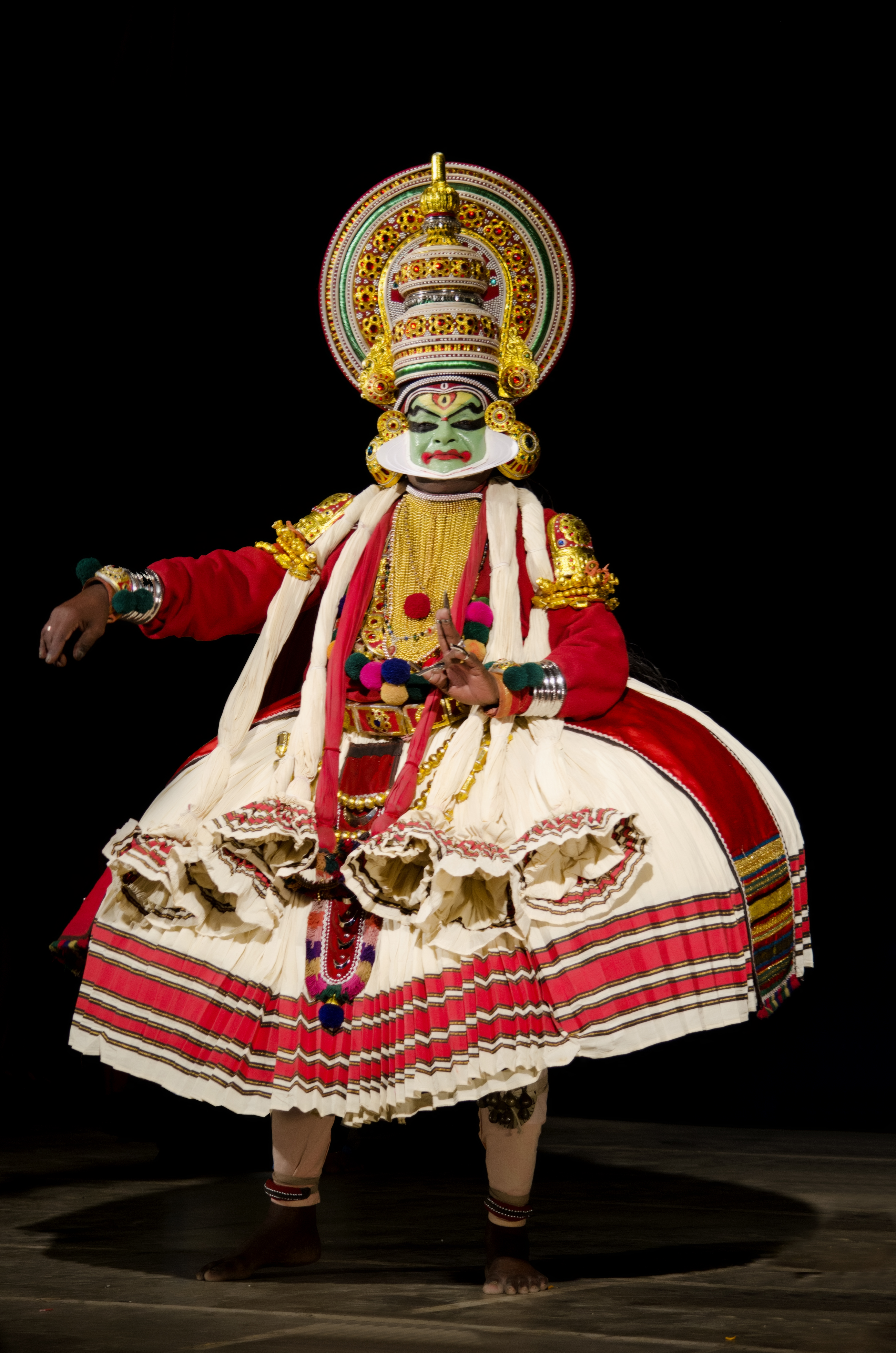
Kathákali
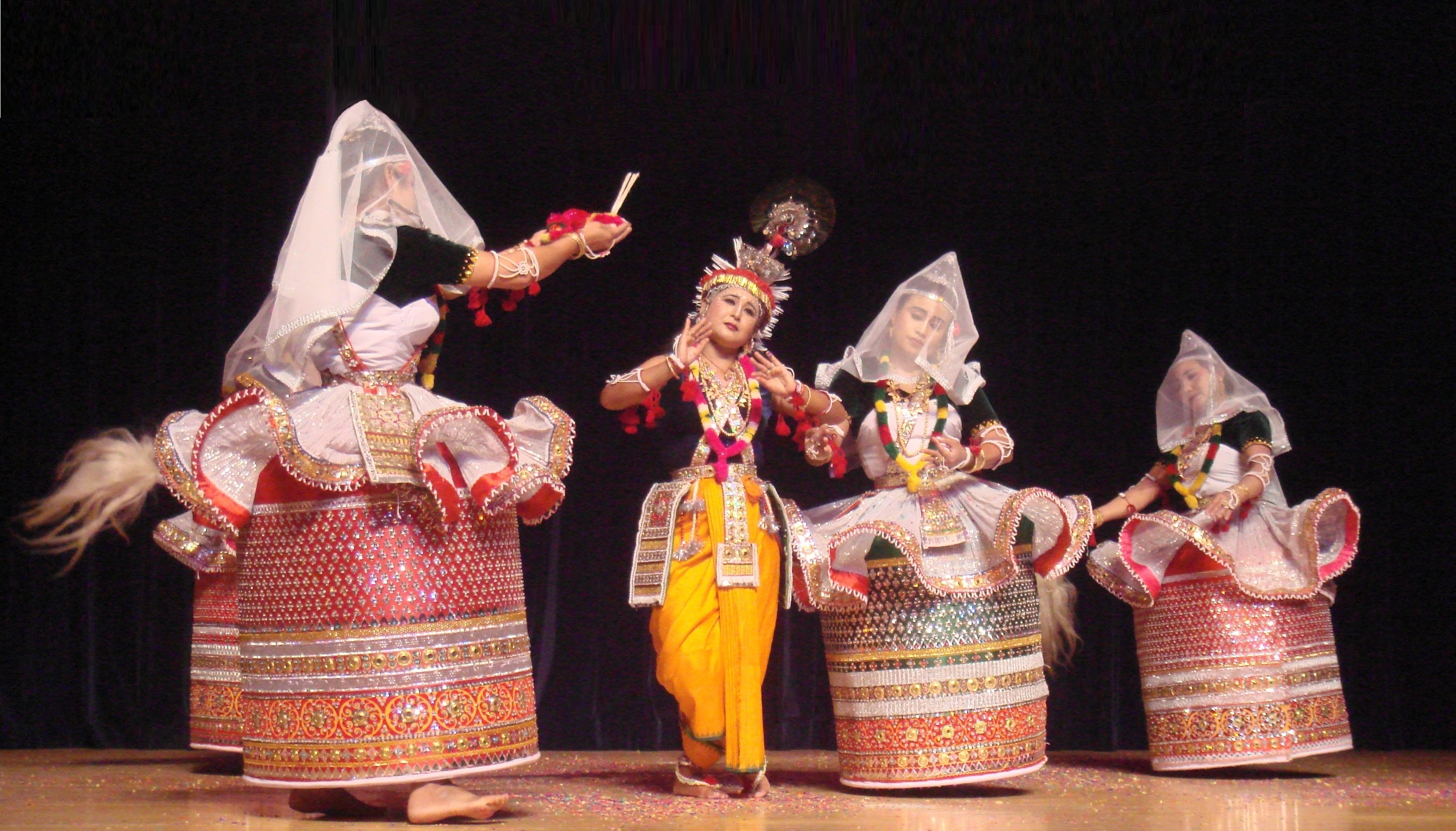
Manipuri táncosok
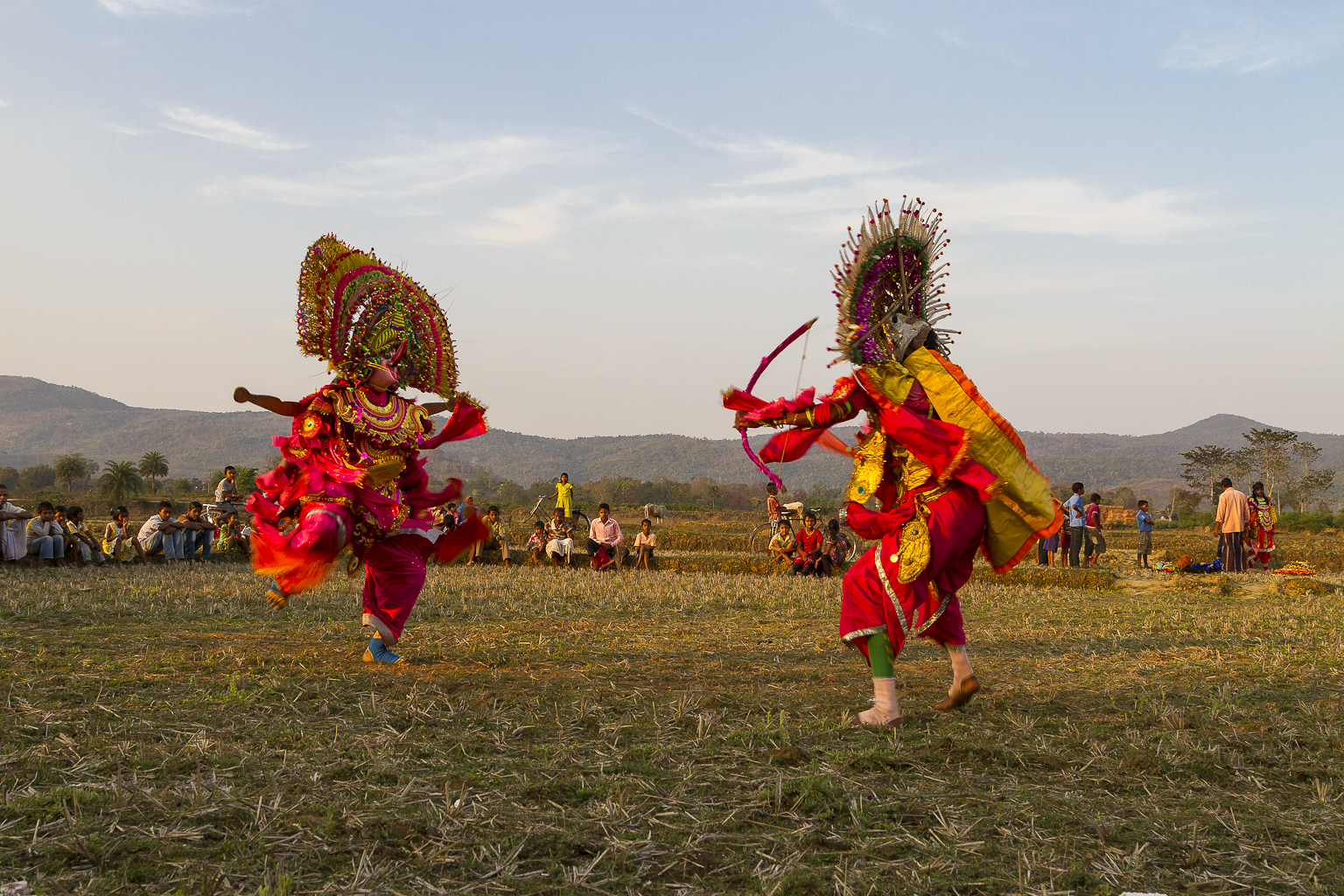
Csau néptáncosok (Nyugat-Bengál)